# Scorpaenodes tribulosus
Scorpaenodes tribulosus is een straalvinnige vissensoort uit de familie van schorpioenvissen (Scorpaenidae). De wetenschappelijke naam van de soort is voor het eerst geldig gepubliceerd in 1969 door Eschmeyer.